# 多根地花菌属
多根地花菌属（学名：Polypus）是红菇目下的一个属。科的地位未定。

## 下属物种
本属包括以下物种：
- 散放多根地花菌 Polypus dispansus (Lloyd) Audet